# The Card Counter
The Card Counter je americký film z roku 2021. Natočil jej režisér Paul Schrader podle vlastního scénáře.

## Produkce
V říjnu 2019 bylo oznámeno, že hlavní roli gamblera Williama Tella ztvární Oscar Isaac. V únoru 2020 byla zveřejněna jména dalších herců (Tiffany Haddish, Tye Sheridan a Willem Dafoe) a zároveň bylo oznámeno, že jedním z vedoucích producentů snímku bude režisér Martin Scorsese, který v minulosti režíroval několik filmů podle Schraderových scénářů. Jedním z producentů filmu je také Braxton Pope, který se Schraderem pracoval již na snímku The Canyons (2013). Natáčení filmu začalo koncem února 2020. V polovině března 2020 bylo přerušeno pouhých pět dnů před plánovaným dokončením poté, co se jeden herec nakazil nemocí covid-19. Režisér Schrader poté vyjádřil znepokojení nad přerušením, prohlásil, že „sám bych film dokončil v pekelném dešti. Jsem starý a astmatický, jaký lepší způsob umírání než v práci?“ Po uvolnění omezení bylo natáčení dokončeno v červenci 2020.